# Stazione di Torviscosa
La stazione di Torviscosa è una stazione ferroviaria di superficie di tipo passante del Friuli-Venezia Giulia che si trova sulla linea ferroviaria Venezia-Trieste. Serve il centro abitato di Torviscosa.

## Storia
Fino al 1941 era denominata "Torre di Zuino"; in tale anno assunse la nuova denominazione di "Torviscosa".

## Strutture e impianti
La stazione dispone di 5 binari passanti di cui 3 dotati di marciapiede. 

## Movimento
La stazione è rimasta attiva per il servizio viaggiatori fino a dicembre 2007.
L'impianto è permanentemente presenziato da Dirigente Movimento. 
Per la gestione della circolazione è in uso l'Apparato Centrale Elettrico ad Itinerari (ACEI) e i regimi di distanziamento in vigore sono il Blocco Conta Assi ( con i limitrofi Impianti di San Giorgio di Nogaro e Cervignano Aquileia Grado) e il Blocco Automatico( con il limitrofo Impianto di Cervignano Smistamento Fascio Arrivi).
I deviatoi ivi presenti, sono tutti dotati di DCF ( Dispositivo contatto funghi) e segnale indicatore da deviatoio (SID) e per esigenze di servizio l'impianto può essere disabilitato e impresenziato attraverso apposita chiave (regime di Aut-A). 

## Interscambi
- Fermata autobus